# Рассел, Питер
Сэр Питер Эдвард Лайонел Рассел (англ. Peter Edward Lionel Russell; 24 октября 1913, Крайстчерч — 22 июня 2006, Оксфорд, Юго-Восточная Англия) — новозеландский историк-медиевист, испанист и португаловед. В некрологе в Гардиан его указывают как самого влиятельного англоязычного исследователя 20-го века в области иберийской литературы. Являлся именным профессором-испанистом (эмеритом) и одновременно директором португаловедения Оксфорда — на протяжении почти трех десятилетий. Член Британской академии (1977). Рыцарь с 1995.

## Биография
В раннем возрасте с матерью и младшим братом перебрались в Англию. Получил образование в Челтнемском колледже и Королевском колледже в Оксфорде. Окончив последний в 1935 году, Рассел занялся исследованиями вмешательств Черного принца в Испанию и Португалию. Как отмечают, П. Рассел принадлежит к тому первому поколению британских испанистов, что получили свою первую степень именно по специализации.
В 1930-х путешествовал по Европе; поняв опасность фашизма, завербуется в секретную службу (много лет спустя, когда его спросят, служил ли он в МИ-5 или в МИ-6, Рассел ответит, что и там и там). В 1940 году зачислен в разведывательный корпус; дослужится до звания подполковника; с 1942 по 1946 год проходил службу в Карибском бассейне, в различных частях Западной Африки и на Дальнем Востоке.
В 1937 году стал преподавателем в колледже Сент-Джонс в Оксфорде (по 1953), а на следующий год — и в Королевском (по 1946). После демобилизации в 1946 году назначен университетским лектором и феллоу Королевского колледжа. Автор авторитетного труда The English Intervention in Spain and Portugal in the Time of Edward III and Richard II (1955) и редактор однотомного учебника по испанской литературе Spain: A Companion to Spanish Studies (1973). С 1981 на пенсии; в том же году удостоился оксфордской степени DLitt. Удостоился четырех фестшрифтов.
Командор испанского ордена Изабеллы Католички (1989) и португальского ордена Инфанта дона Энрике (1993).